# Zupa z głów ryb
Zupa rybna z głów – jedna z potraw podawanych na kolację wigilijną m.in. na Śląsku czy w Wielkopolsce.
Zupa z głów ryb (tradycyjnie z karpi), można także przygotować z innych gatunków ryb. Istnieje kilka odmian tej potrawy, w szczególności mogą być podawane na słodko z różnymi bakaliami, również w wersji zabielanej lub na słono z ziemniakami oraz zasmażką.
Przykładowy przepis:
- Umytą i oczyszczoną rybę kroimy w dzwonki łącznie z głową,
- Dodajemy warzywa (seler, marchew, por, cebulę i pietruszkę) oraz przyprawy (ziele angielskie, liść laurowy, kolendrę, sól i pieprz),
- Całość zalewamy zimną wodą i gotujemy aż ryba i warzywa zmiękną,
- Zupę przecedzamy, obieramy mięso z ryby i doprawiamy wywar,
- Podajemy z mięsem i wcześniej przygotowanymi grzankami na talerzu.

Potrawa zajęła II miejsce w kategorii profesjonalistów podczas II Festiwalu Śląskie Smaki, który odbył się w Cieszynie w 2007 r. Potrawę przyrządził Zespół Szkół Ekonomicznych z Wodzisławia Śląskiego.

## Historia
Potrawa jest znana zarówno na Śląsku, jak i Śląsku Cieszyńskim, chociaż jest znacznie mniej popularna niż bardziej tradycyjna zupa grzybowa, barszcz czy nawet moczka.